# Rainer Vogt
Rainer M. Vogt (* 23. Juli 1942 in Stuttgart; † 12. August 2015) war ein deutscher Mathematiker, der sich mit Topologie (Homotopietheorie) befasste.

## Leben
Vogt studierte Mathematik und Physik an der Johann Wolfgang Goethe-Universität Frankfurt am Main, wo er unter anderem bei Wolfgang Franz studierte. Der Mathematiker Elmar Vogt war sein Bruder. Auf Empfehlung von Heiner Zieschang ging er 1965 an die University of Warwick, wo er Doktorand von Michael Boardman wurde. Er promovierte 1968 in Warwick bei Boardman,  nachdem er seine Dissertation (Categories of operators and H-spaces) an der University of Chicago umgeschrieben hatte. In seiner Dissertation legte er die Grundlagen für das, was später die Theorie der Operaden wurde, in der Veröffentlichungen von Vogt und Boardman zu den Pionierarbeiten zählen.  Als Post-Doktorand war er an der Universität Aarhus, der Universität Heidelberg und der Universität Saarbrücken, an der er sich 1973 habilitierte. 1974 wurde er Professor für Topologie und Differentialtopologie an der neu gegründeten Universität Osnabrück. 2010 wurde er emeritiert, lehrte aber auch danach in den Wintersemestern. 2013 erkrankte er an Krebs.
Er war unter anderem Gastwissenschaftlicher bei Zbigniew Fiedorowicz an der Ohio State University. In Deutschland arbeitete er unter anderem mit Friedhelm Waldhausen zusammen.
In seinem 1973 erschienenen Buch mit Boardman führte er schwache Kan-Komplexe ein, später von Andrè Joyal als Quasikategorien bekannt gemacht. Sie führten auch Homotopie-kohärente Abbildungen und Diagramme ein. In seinen Vorlesungen in Aarhus 1969 stellte er auch die stabile Homotopie-Kategorie von Michael Boardman vor, über die dieser bis dahin noch nicht publiziert hatte.

## Schriften
- mit Boardman: Homotopy invariant algebraic structures on topological spaces, Lecture Notes in Math 347, Springer 1973[3]
- Homotopy limits and colimits, Mathematische Zeitschrift, Band 134, 1973, S. 11–52,
- My time as Mike Boardman's student and our work on infinite loop spaces, in: Jean-Pierre Meyer, Jack Morawa, W. Stephen Wilson (Hrsg.): Homotopy invariant algebraic structures: a conference in honor of J. Michael Boardman, Contemporary Mathematics 239, American Mathematical Society, 1999, S. 29–38